# Ямади
Ямади́ (рос. Ямады, башк. Ямаҙы) — село у складі Янаульського району Башкортостану, Росія. Адміністративний центр Ямадинської сільської ради.
Населення — 482 особи (2010; 519 у 2002).
Національний склад:
- башкири — 85 %